# TTS Trenčín
TTS Trenčín was een Slowaakse voetbalclub uit de stad Trenčín.

## Geschiedenis
De club werd opgericht als TTS Trenčín en speelde in 1939 voor het eerst in de hoogste klasse van Slowakije. Tijdens de Tweede Wereldoorlog was de Tsjechoslowaakse competitie namelijk gesplitst. De club eindigde elk jaar in de middenmoot. Na de oorlog werd de club niet geselecteerd voor de hoogste klasse van Tsjechoslowakije. In 1960 promoveerde de club intussen onder de naam Jednota eindelijk naar de hoogste klasse. Na een voorlaatste plaats moest de club meteen terug degraderen maar kon de afwezigheid uit de hoogste klasse tot één seizoen beperken. Bij de terugkeer zette de club Trenčin op de kaart door vicekampioen te worden, achter het almachtige AS Dukla Praag. Na een achtste plaats werden nog twee vijfde plaatsen op rij behaald en in 1966 speelde de club voor het eerst Europees in de Mitropacup. Jednota deed het heel goed en bereike de finale die het nipt verloor van het Italiaanse Fiorentina.
Twee seizoenen werd de club derde en plaatste zich opnieuw voor de Mitropacup. Na deze prestatie ging het bergaf met de club en in 1972 werd de club laatste. Na drie seizoenen tweede klasse slaagde de club erin om terug te promoveren. Tot 1980 speelde de club nog in de eerste klasse en haalde elk jaar middelmatige plaatsen. De club leek in vrije val te gaan en degradeerde ook het volgende seizoen uit de tweede klasse. Gelukkig kon de club zich herstellen en keerde meteen terug naar de tweede klasse. Voor de start van het seizoen veranderde de club de naam opnieuw in TTS. In 1985 degradeerde de club opnieuw en slaagde er nu niet meer in om terug te keren. In het laatste seizoen van de Tsjechoslowaakse competitie speelde de club nog in de derde klasse en eindigde één plaats boven het pas opgerichte Ozeta Dukla Trenčin. Later fusioneerde de club met Ozeta Dukla tot AS Trenčín.

## Jednota Trenčín in Europa
- 1/2 = halve finale

| Seizoen | Competitie | Ronde | Land                 | Club                 | Score    |
| ------- | ---------- | ----- | -------------------- | -------------------- | -------- |
| 1966    | Mitropacup | 1R    | Vlag van Oostenrijk  | SK Admira Wien       | 1-2, 4-0 |
|         |            | 2R    | Vlag van Joegoslavië | Rode Ster Belgrado   | 3-1, 1-0 |
|         |            | 1/2   | Vlag van Oostenrijk  | Wiener Sport-Club    | 4-2      |
|         |            | F     | Vlag van Italië      | AC Fiorentina        | 0-1      |
| 1968    | Mitropacup | 1R    | Vlag van Joegoslavië | Zeljeznicar Sarajevo | 0-0, 0-1 |

## Bekende (oud-)spelers
- Jozef Jankech